# V.n.nd.r. (N.nd.r.)
V.n.nd.r. (sau N.nd.r.) este un popor creștin și romanic (rum) menționat în secolul al IX-lea în două scrieri în limba arabă, aflat în apusul Mării Negre lângă niște munți, între țara Madjgharî și poporul Mirvât (M.rdât).

## Relatările despre acest popor
Cele două izvoare care menționează neamul V.n.nd.r. sau N.nd.r. sunt geografia universală intitulată Hotarele lumii (Hudûd al-'Alâm), scrisă în 982 la Gozgân de un autor anonim în nordul Afganistanului, și Podoaba istoriilor a persanului Gardîzî, scrisă pe la 1094. Cele două lucrări vorbesc despre țara Madjgharî-lor din vremea când aceasta se afla în Atelkuzu (jumătatea secolului al IX-lea), descriind și popoarele vecine.
După Hotarele lumii, țara Madjgharî-lor se învecinează la est cu munți, la vest și nord cu ținuturile în care se află Rûs-ii, iar la sud cu neamul creștin V.n.nd.r., oameni slabi și sărmani, lipsiți de averi. Mirvât sunt vecini cu munții V.n.nd.r. și se întind de la aceștia până la țara pecenegilor și Marea Neagră.
Geograful persan scrie despre Madjgharî că „țara lor este aproape de Marea Rûm, spre care curg două mari râuri, iar Madjgharî trăiesc între aceste două râuri, iar când vine iarna cei care se depărtează se întorc spre acest râu și petrec iarna acolo. Ei sunt pescari și se hrănesc cu pește. [În ce privește] fluviul care e la stânga lor, în direcția slavilor e un neam de Rûm, [ai căror membri] sunt creștini. Sunt numiți N.nd.r. Ei sunt mai numeroși, dar mai slabi decât Madjgharî. Dintre cele două râuri mai sus numite, unul se cheamă Atil, iar celălalt Dûba, iar când Madjgharî stau pe țărm, ei vâd pe N.nd.r.-ieni. Deasupra [ori: dedesubtul] acestora, pe malul râului, este un munte mare și o apă izvorăște [din el] și curge pe povârnișul său. În dosul acestui munte aflăm un neam creștin numit M.rdât.”

## Interpretări și opinii
Primele cercetări asupra acestui subiect au stabilit corespondența între hidronimele și etnonimele menționate în cele două cronici și denumirile europene ale acestora. Astfel, Dûba = Dunâ, Dunărea, Mirvât sau M.rdât = moravienii, locuitorii Moraviei Mari, iar Madjgharî = evident, maghiarii, cărora le corespunde și ocupația de pescari. Singul etnonim care a stârnit controverse este cel al (V.)N.nd.r.-ienilor.
I. Perciun a identificat M.rdât cu valahii din Moldova de azi în urma comparării datelor geografice iar N.nd.r cu valahii din Transilvania . Expresia "în direcția slavilor" e un neam de Rûm arată că nu este vorba de slavi ci de alt popor.
Identificarea cu românii este făcută printre alții de Kunik în Izvestiya al-Bakri, ii, 16, și de Niederle în Manuel de I'Antiquite slave, Map 6.
Henri Grégoire sintetiza semnalmentele la care trebuie să răspundă poporul (V.)N.nd.r. astfel:
1. „Sunt bizantini (un neam din Rum).
2. Acești bizantini locuiesc lângă râul care este hotarul apusean al maghiarilor: Dunărea.
3. Sunt mai numeroși decât maghiarii.
4. Sunt mai slabi decât ei și mai săraci.
5. Sunt creștini.
6. Locuiesc lângă un munte (foarte probabil Carpații).
7. De cealaltă parte a muntelui, vecinii lor sunt Mirvât sau moravienii”.

Plecând de la această sinteză, Gh. Brătianu remarca numeroasele puncte comune cu românii, așa cum erau ei descriși de izvoarele medievale ceva mai târzii. În acest sens, citează un pasaj din cronica notarului Anonim despre români, care sunt „cei mai păcătoși oameni din toată lumea, fiindcă sunt vlahi și slavi care nu aveau alte arme decât arcuri și săgeți, iar ducele lor Gelu e puțin statornic și n-are oșteni buni în jurul său...”. Opinia este împărtășită și de către A. Decei.
Anumite opinii asociază numele (V.)N.nd.r. cu alte popoare. V. Minorski socotește că ar fi vorba despre onoghunduri sau onoguri, un trib bulgar creștinat ce și-ar fi întins dominația peste teritoriile amintite. H. Grégoire a considerat la început că textele arabe se referă la Vangari, un echivalent în limba slavă pentru unguri. Ulterior, opinia sa s-a schimbat, în sensul că N.nd.r. ar fi aceiași cu Nandarinii, o populație de vreo 12.000 de creștini din Adrianopol deportați de către hanul Krum în 813 la Dunăre, loc în care au stat până în 836. Ei se numeau așa fiindcă erau adrianiți (adică îl aveau drept patron pe Sf. Adrian). Gh. Brătianu remarcă însă că aceste identificări nu corespund nici cu habitatul ori numărul mare menționat în cronici, nici cu originea „de la Rûm” a poporului (V.)N.nd.r.
Al Masudi, un geograf arab din Bagdad a scris in 932 (referindu-se la imparatul Roman I Lecapenos,  920 -944) despre 4 triburi turcice: 'bedjenei', 'bedjenek', 'badjgird', si 'nu.k.r.da" care s-au luptat intre ele dupa ce au fost atacati de bizantinii din orasul W.l.n.d.r .
Mult mai aproape de identificare a fost Moise de Chorene (Khorenațî), care a scris în Istoria Armeniei (posibil in jurul sec X) despre "țara necunoscută Balacq".